# Capitán de fragata
Cet article possède des paronymes, voir Capitan et Capitaine de frégate.

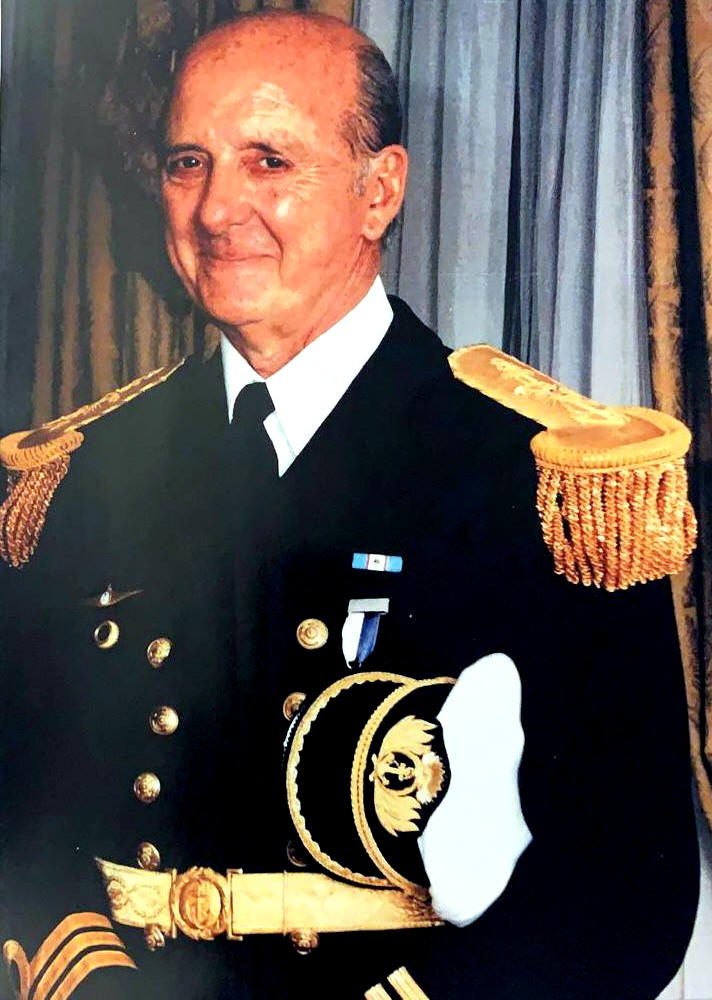
Adolfo Aurelio Gaffoglio en uniforme de gala de capitaine de frégate de la marine argentine.

Dans les pays hispaniques, capitán de fragata (littér. capitaine de frégate) est un grade militaire de la marine, équivalent à celui de lieutenant-colonel dans les autres unités de l’armée. Son code OTAN est OF-4.
- En Espagne, en Argentine, au Pérou et en Uruguay, le capitaine de frégate porte trois galons de 14 mm, dont le premier est doté d’une boucle de Nelson (coca en espagnol).

- Dans la marine chilienne, le capitaine de corvette (capitán de corbeta), au terme d’au moins cinq années de service sous ce grade, est promu capitán de fragata et demeure dans ce rang pendant une durée minimale de cinq ans. L’officier porteur de ce grade peut alors suivre le Curso Regular de Estado Mayor (littér. Cours régulier d’état-major) ou une formation complémentaire (post-titularisation ou postgraduat), d’une durée d’un an. Le reste du temps, il est tenu d’exercer comme officier en chef, soit à bord soit à terre, y compris, pour ceux qui auront été sélectionnés, une fonction de commandement dans la flotte[1]. Il porte sur la manchette trois galons de 16 mm surmontés d’une étoile d’or.

- Dans la marine de guerre du Pérou, le capitán de fragata arbore trois galons de 14 mm, surmontés d’un soleil d’or.

Dans les marines espagnole, argentine, chilienne, mexicaine, paraguayenne, uruguayenne et péruvienne, capitaine de frégate est un grade supérieur à capitaine de corvette et inférieur à capitaine de vaisseau (capitán de navío).

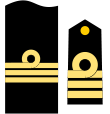
Galons de capitaine de frégate de la marine espagnole. Remarquer la boucle de Nelson (coca en espagnol).

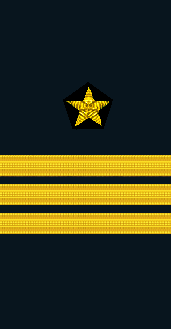
Galons en vigueur au Chili.